# Olympische Sommerspiele 1988/Bogenschießen – Mannschaft (Männer)
Erstmals in der Geschichte wurde ein Mannschaftswettbewerb im Bogenschießen der Männer bei den Olympischen Spielen 1988 in Seoul vom 27. September bis 1. Oktober auf dem Hwarang Archery Field ausgetragen.

## Wettkampfformat
Es traten 22 Nationen mit jeweils drei Athleten an. In der ersten Runde wurden die Punktzahlen der drei Schützen aus der ersten Runde des Einzelwettbewerbs zusammen addiert. Die besten zwölf Nationen qualifizierten sich für das Halbfinale. Nach Abschluss des Halbfinales qualifizierten die besten acht Mannschaften für das Finale.

## Ergebnisse
| Rang   | Nation             | Athleten                                                | 1. Runde | 1. Runde | Halbfinale | Halbfinale | Finale |
| Rang   | Nation             | Athleten                                                | Punkte   | Rang     | Punkte     | Rang       | Punkte |
| ------ | ------------------ | ------------------------------------------------------- | -------- | -------- | ---------- | ---------- | ------ |
| Gold   | Südkorea           | Chun In-soo Lee Han-sup Park Sung-soo                   | 3862     | 1        | 960        | 6          | 986    |
| Silber | Vereinigte Staaten | Jay Barrs Richard McKinney Darrell Pace                 | 3839     | 2        | 992        | 1          | 972    |
| Bronze | Großbritannien     | Steven Hallard Richard Priestman Leroy Watson           | 3733     | 8        | 965        | 4          | 968    |
| 4      | Finnland           | Ismo Falck Tomi Poikolainen Pentti Vikström             | 3797     | 4        | 960        | 7          | 956    |
| 5      | Sowjetunion        | Kostjantyn Schkolnyj Wladimir Jeschejew Juri Leontjew   | 3799     | 3        | 976        | 2          | 949    |
| 6      | Japan              | Terushi Furuhashi Takayoshi Matsushita Hiroshi Yamamoto | 3766     | 5        | 958        | 8          | 948    |
| 7      | Chinesisch Taipeh  | Chiu Ping-kun Hu Pei-wen Yen Man-sung                   | 3693     | 11       | 968        | 3          | 937    |
| 8      | Schweden           | Gert Bjerendal Göran Bjerendal Mats Nordlander          | 3759     | 6        | 964        | 5          | 925    |
| 9      | Italien            | Ilario Di Buò Giancarlo Ferrari Andrea Parenti          | 3733     | 7        | 957        | 9          | –      |
| 10     | Frankreich         | Claude Franclet Olivier Heck Thierry Venant             | 3691     | 12       | 948        | 10         | –      |
| 11     | Dänemark           | Ole Nielsen Jan Jacobsen Henrik Kromann Toft            | 3714     | 9        | 938        | 11         | –      |
| 12     | Mexiko             | Andrés Anchondo Omar Bustani Adolfo González            | 3695     | 10       | 917        | 12         | –      |
| 13     | Australien         | Christopher Blake Simon Fairweather Rodney Wagner       | 3688     | 13       | –          | –          | –      |
| 14     | Türkei             | İzzet Avcı Vedat Erbay Kerem Ersü                       | 3686     | 14       | –          | –          | –      |
| 15     | Belgien            | Patrick DeKoning Francis Notenboom Paul Vermeiren       | 3684     | 15       | –          | –          | –      |
| 16     | Kanada             | Denis Canuel Daniel Desnoyers John McDonald             | 3679     | 16       | –          | –          | –      |
| 17     | Spanien            | Juan Holgado Manuel Jiménez Antonio Vázquez             | 3664     | 17       | –          | –          | –      |
| 18     | BR Deutschland     | Manfred Barth Detlef Kahlert Bernhard Schulkowski       | 3659     | 18       | –          | –          | –      |
| 19     | China              | Duoji Qiuyun Liang Qiuzhong Ru Guang                    | 3644     | 19       | –          | –          | –      |
| 20     | Indien             | Limba Ram Shyam Lal Meena Sanjeev Singh                 | 3615     | 20       | –          | –          | –      |
| 21     | Simbabwe           | Paul Bamber Alan Bryant Wrex Tarr                       | 3438     | 21       | –          | –          | –      |
| 22     | Bhutan             | Thinley Dorji Jigme Tshering Pema Tshering              | 3338     | 22       | –          | –          | –      |